# اولکوش
اولکوش (به لاتین: Olkusz) یک شهر در لهستان است که در گمینا اولکوش واقع شده‌است. اولکوسز ۲۵٫۶۳ کیلومتر مربع مساحت و ۳۶٬۶۰۷ نفر جمعیت دارد.

## خواهرخوانده
شهر برگامو خواهرخواندهٔ اولکوسز هست.